# Vyčegodskij
Vyčegodskij (in russo Вычегодский?) è un insediamento operaio situato dell'oblast' di Arcangelo, nella Russia nord-occidentale. Fa parte del distretto urbano di Kotlas.
Si trova nel sud-est della regione di Arcangelo, sulla riva sinistra del fiume Vyčegda.